# خوسه روبرو سیرا
خوسه روبرو سیرا (اسپانیایی: José Roberto Sierra‎؛ زادهٔ ۲۱ مارس ۱۹۶۷ ‏(۵۷ سال)) دوچرخه‌سوار اهل اسپانیا است. وی در مسابقات تور دو فرانس و جیرو دیتالیا شرکت کرده است.